# Раду Великий
Ра́ду IV Вели́кий (рум. Radu cel Mare) (1467 — 1508) — господарь Валахии из династии Басарабов-Дракулешти (сентябрь 1495 — апрель 1508).
В сентябре 1495 г. после смерти своего отца Влада IV Монаха (Кэлугэрула) — одного из трёх братьев Влада III Цепеша, послужившего прообразом Дракулы Брэма Стокера, Раду Великий занял валашский господарский престол. Был женат на принцессе Каталине Черноевич (Catalina Crnojević) из Зеты (Черногория). Сотрудничал с крупными боярами Олтении из рода Крайовеску, создав для них должность бана Крайовы. Раду Великий был послушным вассалом Порты, ежегодно ездил в Стамбул для принесения присяги и выплаты дани. В апреле 1508 г. после смерти Раду Великого валашский престол занял его двоюродный брат Михня Злой (Рэу) — сын его дяди Влада III Цепеша.
Подчинил церковь государству. При Раду в 1508 году в Валахии появилось книгопечатание. Поддерживал дружеские отношения с Молдавским княжеством, Польшей и Венгрией.